# ان‌جی‌سی ۴۰۳۸

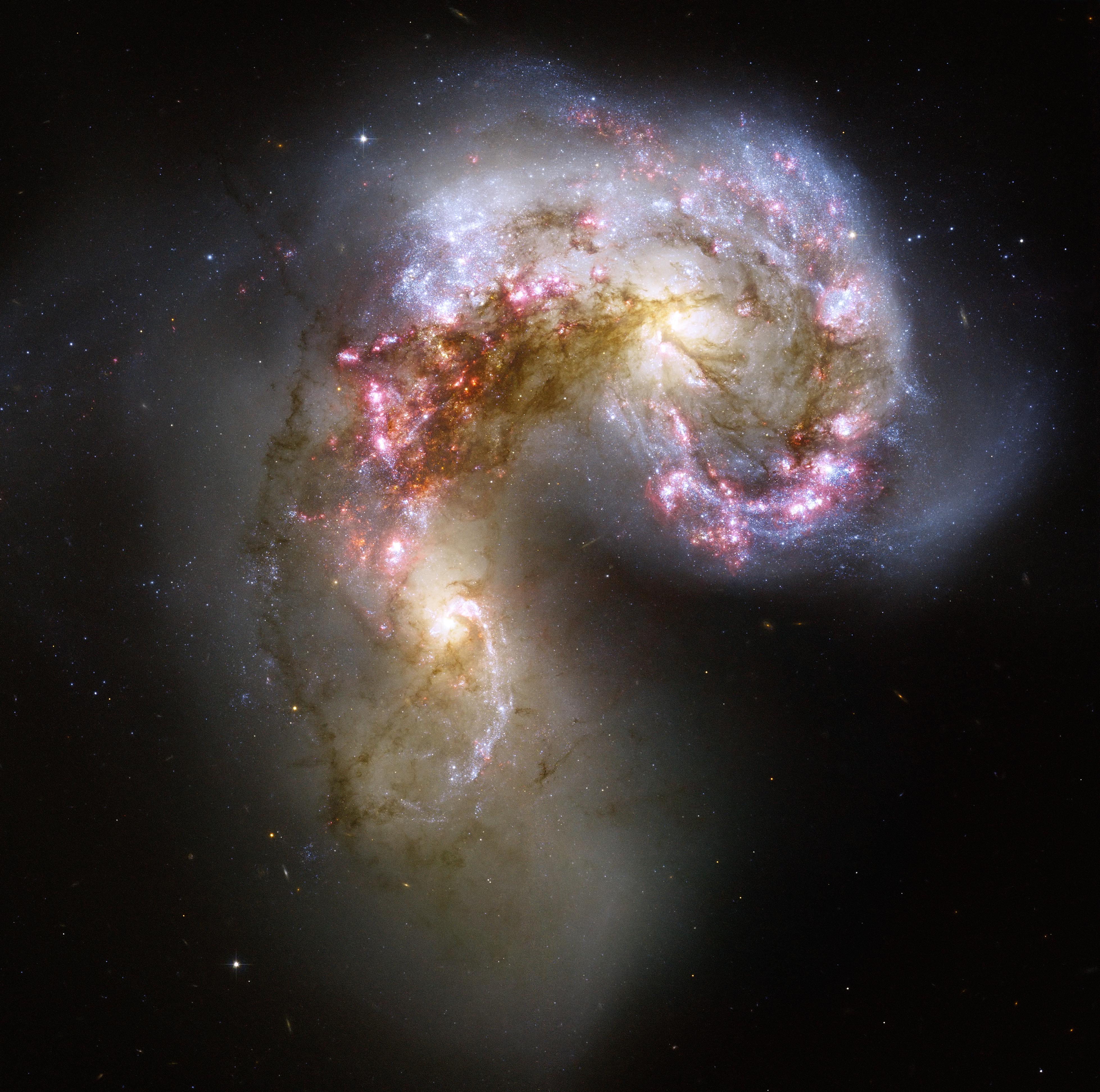
کهکشان‌های دوشاخک

ان‌جی‌سی ۴۰۳۸ (انگلیسی: NGC 4038 Group) گروهی از گروه‌ها و خوشه‌های کهکشانی در صورت‌های فلکی کلاغ و پیاله است. این گروه ممکن است شامل ۱۳ تا ۲۷ کهکشان باشد. شناخته‌شده‌ترین کهکشان‌های این گروه، کهکشان‌های دوشاخک (زوج‌کهکشان برهم‌کنشی ان‌جی‌سی ۴۰۳۸ و ان‌جی‌سی ۴۰۳۹) هستند که یک جفت کهکشان برهم‌کنش شناخته‌شده هستند.

## اعضای گروه
جدول زیر کهکشان‌هایی را فهرست می‌کند که به‌طور مداوم به عنوان اعضای گروه در کاتالوگ کهکشان‌های نزدیک شناسایی شده‌اند.